# Hals
Hals é um município da Dinamarca, localizado na região norte, no condado de Nordjutlândia.
O município tem uma área de 190,70 km² e uma  população de 11 383 habitantes, segundo o censo de 2004.